# Manhattan Municipal Building
Le Manhattan Municipal Building est un gratte-ciel haut de 177 mètres et comprenant 40 étages, situé dans l'arrondissement de Manhattan, à New York aux États-Unis. Il fut construit entre 1909 et 1912 dans le but de fournir plus de locaux à l'administration de la ville, dont l'importance avait considérablement augmenté à la suite de la consolidation de la ville en 1898 durant laquelle ses cinq arrondissements ont été formés.
Sur le toit du bâtiment se trouve une statue de huit mètres de haut, la Civic Fame. Le cabinet d'architectes McKim, Mead and White qui l'a conçu désirait faire du gratte-ciel le premier bâtiment à inclure une station de métro à sa base. Le Manhattan Municipal Building s'inspire, dans son architecture, de l'hôtel de ville de Vienne. Il a été un modèle pour de nombreux autres bâtiments administratifs dans d'autres villes des États-Unis, et son architecture fidèle au mouvement des Beaux-Arts a servi comme prototype pour la Terminal Tower de Cleveland, le Fisher Building de Détroit, ou encore le Wrigley Building de Chicago.
Situé à l'intersection de Chambers Street et de Centre Street, le Manhattan Municipal Building est l'un des plus grands bâtiments administratifs au monde. Treize organismes municipaux, ainsi qu'une station de radio publique (WNYC) sont situées dans le gratte-ciel, et 28 000 New-Yorkais s'y marient chaque année. L'immeuble comporte 25 étages de bureaux (desservis par 33 ascenseurs), et quinze autres étages dans la tour.

## Histoire
Le gouvernement de la ville de New York manquait de plus en plus d'espace depuis 1884, lorsque dans son rapport annuel, le maire Franklin Edson déclara que plus d'espace était absolument nécessaire. Mais il remarqua aussi que l'hôtel de ville de New York n'était pas extensible, parce que son « style architectural était tel qu'il ne pourrait pas être agrandi suffisamment sans défigurer sa symétrie actuelle ».
Les organismes gouvernementaux louèrent divers bâtiments dans un espace s'étendant de Lower Manhattan à Midtown, et le nombre de l’ensemble de ces locations ne fit qu'augmenter. La municipalité, désirant réduire la quantité de loyers versés à des propriétaires privés, organisa plusieurs concours d'architecture pour la construction d'un nouveau gratte-ciel qui serait approprié pour abriter plusieurs organismes municipaux sous un seul toit. En 1888, le maire Abram Hewitt nomma une commission pour étudier les plans qui convenaient ainsi que les terrains, et quatre concours furent organisés entre cette année et 1907. Le dernier concours fut tenu par la Commission des Ponts (Commissioner of Bridges) qui avait déjà obtenu un nouveau terrain devant être utilisé pour une nouvelle ligne de tramway à l'entrée du Brooklyn Bridge du côté de Manhattan. Douze cabinets d'architectes participèrent à ce qui allait être l'ultime compétition, et la proposition gagnante provint d'un jeune associé du cabinet McKim, Mead and White, la plus grande entreprise d'architectes du monde de l'époque, avec une équipe de plus de cent architectes. Malgré une telle position dans le monde de l'architecture, le Manhattan Municipal Building  allait être leur premier gratte-ciel.
Le bâtiment a pu être partiellement occupé par les services municipaux en janvier 1913, et la majorité des bureaux du gratte-ciel furent ouverts au public en 1916. Différents types de sculptures et de reliefs furent employés, mais le building s'inspire surtout de l'architecture romaine classique, avec comme inspiration l'Arc de Constantin pour la construction de l'arc central. Cette arche est de si grandes dimensions qu'autrefois, le trafic automobile y passait ; mais actuellement, Chambers Street, raccourcie, ne traverse plus le bâtiment de part en part.
À l'heure actuelle, le Municipal Building accueille treize organismes municipaux qui emploient 2 000 personnes sur une surface de presque 90 000 m2. Une boutique de cadeaux située dans le bâtiment propose des cartes de New York, des livres d'histoire, et des souvenirs de la ville.

## La statueCivic Fame

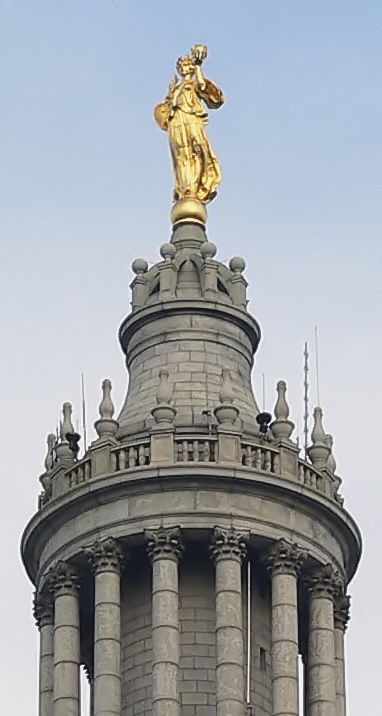
La statue Civic Fame, au sommet du gratte-ciel.

La statue au sommet du bâtiment est un personnage doré baptisé Civic Fame (littéralement « Renommée civique »). Avec une hauteur de huit mètres, il s'agit de la deuxième plus grande statue de Manhattan, derrière la statue de la Liberté voisine (Miss Liberty). Construite avec des feuilles de cuivre et comportant un cœur creux, elle lui est semblable de ce point de vue. Debout et pieds nus sur une sphère, elle porte une robe flottante et une couronne de lauriers symbole de gloire. Dans sa main gauche, elle tient une couronne à cinq pointes, qui représentent les cinq arrondissements de la ville de New York (Manhattan, Queens, Brooklyn, le Bronx et Staten Island) ; les cinq coupoles du bâtiment les représentent également. Dans sa main droite, elle tient un bouclier et une branche de laurier représentant la victoire et le triomphe.

## Les organismes municipaux
Les organismes municipaux suivants sont situés dans le building:
- Department of Finance (Département des Finances) ;
- Department of Environmental Protection (Département de la Protection de l'environnement) ;
- Department of Buildings (Département des Constructions et Bâtiments) ;
- Office of Payroll Administration (Office de l'administration des Salaires) ;
- County Clerk[1] ;
- Civil Service Commission (Commission de la fonction publique) ;
- Public Advocate[2];
- Manhattan Borough President (cabinet du président du borough de Manhattan) ;
- Comptroller (auditeur des finances publiques) ;
- Landmarks Preservation Commission (Commission de préservation des Landmarks[3]) ;
- Tax Commission (Commission des impôts) ;
- Department of Information Technology and Telecommunications (Département de l'information, de la technologie et des télécommunications) ;
- Department of Citywide Administrative Services (Département des services administratifs de la ville).

## Dans la culture populaire
- Le bâtiment apparaît dans les jeux vidéos Grand Theft Auto 4 et Grand Theft Auto: Chinatown Wars sous le nom de Algonquin Municipal Building (Algonquin étant l'équivalent réel de Manhattan).